# Alexander Wilson (Politiker, vor 1804)
Alexander Wilson (* vor 1804 in Virginia; † nach 1809) war ein US-amerikanischer Politiker. Zwischen 1804 und 1809 vertrat er den Bundesstaat Virginia im US-Repräsentantenhaus.

## Werdegang
Die Lebensdaten von Alexander Wilson sind nicht überliefert; auch über seine berufliche Tätigkeit jenseits der Politik ist nichts bekannt. Er besuchte die öffentlichen Schulen seiner Heimat. Später schlug er als Mitglied der Demokratisch-Republikanischen Partei von Thomas Jefferson eine politische Laufbahn ein. In den Jahren 1803 und 1804 saß er im Abgeordnetenhaus von Virginia.
Nach dem Rücktritt des Abgeordneten Andrew Moore wurde Wilson bei der fälligen Nachwahl für den fünften Sitz von Virginia als dessen Nachfolger in das US-Repräsentantenhaus in Washington, D.C. gewählt, wo er am 4. Dezember 1804 sein neues Mandat antrat. Nach zwei Wiederwahlen konnte er bis zum 3. März 1809 im Kongress verbleiben.
Nach dem Ende seiner Zeit im US-Repräsentantenhaus verliert sich die Spur von Alexander Wilson.